# Anton Beck (Jurist)
Anton Beck (* 11. Januar 1805 in Oberwinden; † 2. Dezember 1876 in Karlsruhe; katholisch) war ein von 1829 bis 1864 im badischen Staatsdienst stehender Jurist und außerdem Mitglied der Badischen Ständeversammlung.

## Familie
Anton Beck war der Sohn von Andreas Beck (* 1776), Geheimer Rat und katholischer Oberkirchenratsdirektor, und der Katharina geborene Oswald. Er war in erster Ehe verheiratet mit Albertine geborene Fischer. Aus dieser Ehe stammen drei Kinder: Berta (* 1840; † 1914), Albert und Mathilde. In zweiter Ehe war er seit Oktober 1855 verheiratet mit Maria Klara geborene Ulrich. Aus dieser Ehe entstammt der Sohn Anton Josef Beck (* 27. Januar 1857; † 29. September 1922), Jurist, Geheimer Oberregierungsrat und Reichstagsabgeordneter der Nationalliberalen Partei von 1898 bis 1914.

## Leben
Beck studierte ab dem Wintersemester 1824/25 Rechtswissenschaften an der Universität Freiburg. Während seines Studiums wurde er 1824 Mitglied im burschenschaftlichen Academisch-Gesetzlichen Verein/„Neutralia“ Freiburg. Er wurde nach dem Examen ab November 1829 Rechtspraktikant und anschließend Aktuar beim Bezirksamt Bühl und ab April 1831 beim Bezirksamt Baden. Ab dem 11. April 1833 wurde er Sekretariatspraktikant beim Hofgericht des Mittelrheinkreises in Rastatt und danach vom 9. Juli bis 24. Dezember 1834 Amtsverweser beim Bezirksamt Oberkirch. Am 30. April 1835 wurde Beck Amtsassessor und zweiter Beamter beim Bezirksamt Bretten und ab dem 14. Januar 1839 Amtmann und zweiter Beamter beim Bezirksamt Rastatt. Am 29. Mai 1841 wurde er Regierungsassessor bei der Regierung des Mittelrheinkreises in Rastatt und ab dem 15. Dezember 1842 Oberamtmann beim Bezirksamt Rheinbischofsheim, desgleichen am 7. Juni 1844 beim Bezirksamt Ettlingen. Ab dem 8. September 1849 wurde er Regierungsrat bei der Regierung des Mittelrheinkreises in Karlsruhe, wo er am 15. Juli 1864 in den Ruhestand versetzt wurde.

## Politische Betätigung
In den Jahren 1855/56 und 1857/58 war er Abgeordneter der Badischen Ständeversammlung während der 17. und 18. Wahlperiode für den Wahlbezirk 23 (Ämter Achern und Bühl).